# Раковчани
Раковчани су насељено мјесто у граду Приједор, Република Српска, БиХ. Према попису становништва из 1991. у насељу је живјело 1.429 становника.

## Становништво
Према попису становништава, који је извршен 1991. године, Раковчани су бројали 1429 становника.
| Националност       | 1991.          | 1981.          | 1971.          |
| Муслимани          | 1.406 (98,39%) | 1.313 (95,97%) | 1.192 (99,74%) |
| Хрвати             | 15 (1,04%)     | 1 (0,07%)      | 1 (0,08%)      |
| Срби               | 0              | 2 (0,14%)      | 0              |
| Југословени        | 5 (0,34%)      | 47 (3,43%)     | 0              |
| остали и непознато | 3 (0,20%)      | 5 (0,36%)      | 2 (0,16%)      |
| Укупно             | 1.429          | 1.368          | 1.195          |

1. ↑  Муслимани се данас изјашњавају као Бошњаци.

У Раковчанима су живјеле фамилије: Авдић, Алишковић, Црљенковић, Мујаџић, Хоџић, Џамастагић, Јујић, Насић, Фазлић, Селимовић, Карахоџић, Рамолић, Рамулић, Ђулданић, Пољак, Пезер, Билаловић, Петровац, Дуратовић, Сивац, као и неки други који су се ту доселили.